# Екс (терористичний метод)

План нападу на головну пошту м. Львів, 1925 р.

Екс (скорочення від «експропріаційний акт») — один із терористичних методів діяльності, напади на державні установи із метою заволодіння коштами.
Застосовувалися анархістами, формаціями УВО та ОУН (поряд зі саботажами та атентатами), які здійснювали напади на державні установи Польщі із метою заволодіння коштами, які в умовах польської окупації вважалися українським національним здобутком і тому повинні бути повернені на користь української нації.
Найвдалішим ексом був напад «Летючої Бригади» УВО на головну пошту Львова, вчинений 27 березня 1925 р. Під час нападу група бойовиків на чолі з Юліаном Головінським, стероризувавши пістолетами водія інкасаторського транспорту і охоронців вилучило близько 92 000 злотих (поліція для заспокоєння громадськості применшила до 32 500 злотих).
Іншими відомими ексами були:
- напад на поштовий транспорт під Богородчанами (29.07.1924), вчинений «Летючою бригадою» УВО, взято 42 000 злотих
- напади на поштові амбулянси під Калушем (30.05.1924 та 28.11.1924), вчинені «Летючою бригадою» УВО
- напад на касу повітового уряду в Долині (19.07.1925), вчинений «Летючою бригадою» УВО, взято 6 800 злотих
- напад на пошту в Самборі 9.11.1926, взято 11 000 злотих
- напад на «Народний Банк» у Бориславі (31.7.1931), виконаний Василем Біласом та Дмитром Данилишином
- Напад на пошту в Городку (30.11.1932), виконаний 12 бойовиками ОУН.

Екси здійснювалися не тільки на території українських етнічних земель, але і в межах «корінної» Польщі, як, наприклад — напад на поштову адміністрацію м. Сьрем на Познанщині, вчинений «Летючою бригадою» УВО, взято 28 000 злотих.